# Cessac
Cessac är en kommun i departementet Gironde i regionen Nouvelle-Aquitaine i sydvästra Frankrike. Kommunen ligger i kantonen Targon som tillhör arrondissementet Langon. År 2022 hade Cessac 198 invånare.

## Befolkningsutveckling
Antalet invånare i kommunen Cessac
Referens:INSEE